# District de Jinwan
Le district de Jinwan (金湾区 ; pinyin : Jīnwān Qū) est une subdivision administrative de la province du Guangdong en Chine. Il est placé sous la juridiction de la ville-préfecture de Zhuhai.